# 平岩征樹
平岩 征樹（ひらいわ まさき、1979年12月25日 - ）は、日本の政治家。衆議院議員（1期）。元貝塚市議会議員（3期）。

## 来歴
大阪府大阪市出身。大阪市立苗代小学校、同志社香里中学校・高等学校、同志社大学文学部英文学科卒業後、京都大学大学院公共政策教育部公共政策専攻修了。
2002年から三省堂で勤務し、2006年に長安豊衆議院議員の秘書となる。
2011年4月24日の貝塚市議会議員選挙に民主党公認で立候補し、定数20人のうち4位で当選。
2015年4月26日の貝塚市議会議員選挙に民主党公認で立候補し、定数18人のうち10位で当選。
2018年3月27日には「議会運営に混乱を招いたため」という理由で辞職勧告が貝塚市議会で決議された。同年、ブースト株式会社（コンサルティング業）を設立し代表取締役に就任。
2019年4月21日の貝塚市議会議員選挙に無所属で立候補し、定数18人のうち17位で当選。
2023年の貝塚市議会選挙には立候補しなかった。同年、京丹後市政策アドバイザーを務める。
2024年4月29日に次期衆院選で国民民主党から豊中市と池田市を区域とする大阪8区より擁立されることが決定。同年10月27日の第50回衆議院議員総選挙の結果、小選挙区では5人中3位で落選したものの、国民民主党が比例近畿ブロックで2議席を確保したことで復活当選を果たした。

### 不祥事による離党
2025年4月22日、平岩は自身のホームページ上で、過去に不倫行為を行っていたことを報告し、謝罪した。平岩によれば2021年頃に偽名を使い既婚者であることを隠して女性と交際しており、このことについて週刊誌の記者に取材を申し込まれたため公表に至ったと説明した。
国民民主党の両院議員総会は23日、平岩に「倫理の順守」に違反する行為があったとして無期限の党員資格停止とした。同党では前年に不倫が報じられた玉木雄一郎代表を3ヶ月の役職停止処分としており、他党からは平岩との処分内容の差を疑問視する声も上がったが、榛葉賀津也幹事長は平岩の処分について「（偽名で）相手を欺いており、法令違反という指摘もある。玉木氏とは事案が全く異なる」と説明した。
処分を受け平岩は28日にホームページを更新し、自身の離党届提出を発表した他、 「これ以上(同)党にご迷惑をおかけするわけにはいかないと考え、離党する決断に至りました」と説明した。これに対し玉木は、離党届を受理せず、党の倫理委員会に処分を一任し、判断を待つと説明した。その後、5月14日の両院議員総会にて、同日付で離党届を受理することを決めた。

## 選挙歴
| 当落 | 選挙                     | 執行日         | 年齢 | 選挙区      | 政党       | 得票数   | 得票率 | 定数 | 得票順位 /候補者数 | 政党内比例順位 /政党当選者数 |
| ---- | ------------------------ | -------------- | ---- | ----------- | ---------- | -------- | ------ | ---- | ------------------ | ---------------------------- |
| 当   | 2011年貝塚市議会議員選挙 | 2011年4月24日  | 31   | ーー        | 民主党     | 2202票   | ーー   | 20   | 4/24               | /                            |
| 当   | 2015年貝塚市議会議員選挙 | 2015年4月26日  | 35   | ーー        | 民主党     | 1545票   | ーー   | 18   | 10/23              | /                            |
| 当   | 2019年貝塚市議会議員選挙 | 2019年4月21日  | 39   | ーー        | 無所属     | 1357票   | ーー   | 18   | 17/19              | /                            |
| 比当 | 第50回衆議院議員総選挙   | 2024年10月27日 | 44   | 大阪府第8区 | 国民民主党 | 4万552票 | 17.55% | 1    | 3/5                | 2/2                          |